# エケネーオス
エケネーオス（古希: Ἐχένηος, Echenēos）は、ギリシア神話の人物である。長音を省略してエケネオスとも表記される。スケリア島のパイアーケス人の王アルキノオスの老臣。パイアーケス人の最長老で、故事に通じており、弁舌に長けていた。オデュッセウスがアルキノオスの妃アーレーテーにすがりついて助けを求めたとき、アルキノオスに「客人を床に座らせておくのは失礼なので、客人を椅子に座らせて、酒を用意し、夕食を振るまって差し上げてはどうか」と進言した。そこでアルキノオスは進言を受け入れ、オデュッセウスをもてなした。